# 269. Infanterie-Division
La 269. Infanterie-Division fu una divisione di fanteria dell'esercito tedesco attiva durante la seconda guerra mondiale che venne formata nel 1939, combatté durante l'invasione tedesca del Belgio, la Campagna di Francia, nel Fronte Orientale e nel Fronte Occidentale.

## Storia
La divisione fu costituita il 26 agosto 1939, a settembre fu schierata nella regione del Reno-Ruhr, presso Aquisgrana, nel maggio 1940 attraversò la Mosa, prese Liegi, Namur, Charleroi e la zona di Tournai. Durante la Campagna di Francia la divisione occupò Reims, Digione e l'area a sud di Lione. Dopo la fine della campagna fu trasferita in Danimarca, dove rimase come forza di occupazione fino all'aprile 1941. Il 28 settembre 1940 un terzo della divisione fu ceduto per la creazione della 131. Infanterie-Division.
Nell'aprile 1941 la divisione fu spostata a est e ospitata nella zona di Tauroggen e dal 22 giugno prese parte all'Operazione Barbarossa, marciando oltre il Dubyssa e occupando Jakobstadt, Ostrow, Pskov e la zona di Luga e da qui fino alla zona a sud del Lago Ladoga; nella prima metà del 1942 la divisione fu schierata nei pressi Leningrado e combatté lungo il Volkhov.
Nel dicembre 1942 la divisione fu trasferita in Norvegia come forza di occupazione, nell'ottobre 1944 la divisione fu trasferita dalla Norvegia ai Vosgi dove fu schierata nei pressi di Lepuix e Delle fino al dicembre dello stesso anno, la successiva ritirata portò la divisione nei pressi di Schlettstadt. Nel gennaio 1945 la divisione fu trasferita d'urgenza sull'Oder e schierata nella zona di Breslavia, qui è stata divisa in tre gruppi di combattimento schierati separatamente; un gruppo è stato circondato e distrutto a Breslavia, un secondo gruppo fu catturato vicino a Ohlau nell'aprile 1945, mentre un terzo riuscì a tornare sui Monti Metalliferi, dove fu catturato alla fine della guerra.

## Ordine di battaglia
- Infanterie-Regiment 469
- Infanterie-Regiment 489
- Infanterie-Regiment 490
- Artillerie-Regiment 269
- Pionier-Bataillon 269
- Feldersatz-Bataillon 269
- Panzerabwehr-Abteilung 269
- Aufklärungs-Abteilung 269
- Infanterie-Divisions-Nachrichten-Abteilung 269
- Infanterie-Divisions-Nachschubführer 269[1]

## Decorazioni
Alcuni soldati della 269. Infanterie-division furono premiati per le loro azioni in guerra:
- Croce Tedesca
  - in oro: 7
- Croce di Cavaliere della croce di ferro: 7
  - Croce di Cavaliere con foglie di quercia: 3
  - Croce di Cavaliere con Fronde di Quercia, Spade e Diamanti: 1

- Distintivo per combattimenti ravvicinati:
  - in bronzo: 1

## Comandanti

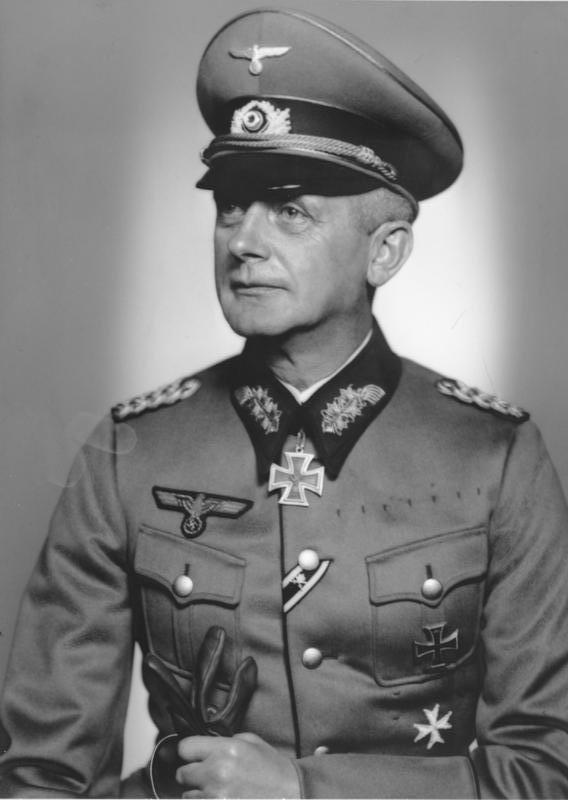
Ernst von Leyser, uno dei comandanti della 269. (1.4.1941-1.4.1942)

- General der Artillerie Ernst-Eberhard Hell (1º settembre 1939 - 12 agosto 1940)
- Generalleutnant Wolfgang Edler Herr und Freiherr von Plotho (12 agosto 1940 - 1º aprile 1941)
- General der Infanterie Ernst von Leyser (1º aprile 1941 - 1º settembre 1942)
- Generalleutnant Curt Badinski (1º settembre 1942 - 25 novembre 1943)
- Generalleutnant Hans Wagner (25 novembre 1943 - 8 maggio 1945)[1]